# جان-لوك لامبورد
جان-لوك لامبورد (بالفرنسية: Jean-Luc Lambourde)‏ هو لاعب كرة قدم فرنسي في مركز الوسط، ولد في 10 أبريل 1980 في غوادلوب في فرنسا. شارك مع منتخب غوادلوب لكرة القدم. أما مع النوادي، فقد لعب مع CS Avion ‏.

## وصلات خارجية
- جان-لوك لامبورد على موقع الاتحاد الدولي (مؤرشف)  (الإنجليزية)
- جان-لوك لامبورد على موقع قاعدة بيانات كرة القدم.إي يو (الإنجليزية)
- جان-لوك لامبورد على موقع ناشيونال فوتبول تيمز (الإنجليزية)